# Maura O’Donohue
Maura O’Donohue est née en 1933 en Irlande sous le nom de Mary Brigid O'Donohue, elle est morte le 3 mai 2015. Maura O'Donohue est une religieuse catholique de l'Ordre des Missionnaires médicaux de Marie. 
En 1994, elle adresse au Vatican un rapport concernant des abus sexuels sur des religieuses dans 23 pays. Le rapport de Maura O’Donohue est publié, en 2001, par le National Catholic Reporter.

## Biographie
Mary Brigid O'Donohue est née en 1933 dans le comté de Clare en Irlande. En 1950, elle rejoint les Médecins Missionnaires de Marie (Medical Missionaries of Mary (en)). Mary reçoit alors le nom de sœur Maura. Cet ordre a pour objectif d'intervenir médicalement dans les pays où c'est nécessaire. Elle suit ses études de médecine à Dublin à l'issue desquelles elle rejoint le Nigeria pour y travailler. En 1959, elle intègre le Conseil général de l'ordre. Elle travaille 14 ans en Éthiopie où, en 1984, elle participe au « Famine Relief Programme »,.
Au cours de ses missions Maura O’Donohue a travaillé dans 83 pays à travers le monde. À la fin des années 1980, Maura O'Donohue vient travailler en Afrique dans le domaine de la prévention du SIDA avec Caritas Internationalis. 

### Rapport sur les abus sexuels de religieuses
En 1994, Maura O’Donohue remet un rapport concernant l'exploitation sexuelle de religieuses catholiques par des prêtres. Elle décrit des agressions sexuelles dans 23 pays, la majorité en Afrique subsaharienne mais aussi en Irlande, aux États-Unis et en Italie,. 
Elle évoque ainsi, la peur du SIDA et les religieuses qui  « ont été abusées sexuellement par des prêtres parce qu'eux aussi en étaient venus à craindre la contamination du virus en fréquentant les prostituées ». Les religieuses qui tombent enceintes sont exclues de leurs communautés. Sans ressources elles peuvent être conduites à se prostituer ou deviennent la deuxième ou la troisième épouse d'un homme. Dans certaines région, Maura O'Donohue a constaté que 13% du clergé diocésain est contaminé par le virus du SIDA,.
En février 1995, Maura O’Donohue informe le cardinal Eduardo Martínez Somalo, préfet de la Congrégation pour les instituts de vie consacrée et les sociétés de vie apostolique, des abus de religieuses qu'elle a relevés. Elle cite en exemple « un prêtre qui avait amené une sœur pour un avortement. Elle est décédée au cours de l'intervention et le prêtre a officié à la messe de Requiem ».
Le prêtre Notker Wolf, de l'ordre bénédictin, indique qu'Esther Fangman, conseillère psychologique et présidente de la Fédération de Sainte-Scolastique, a présenté les allégations d'abus sexuels à l'égard de religieuses en septembre 2000 à l'occasion de réunions de travail regroupant 250 abbés bénédictins à Rome.
Le rapport de Maura O’Donohue est publié par le National Catholic Reporter en mars 2001. Selon la journaliste Constance Vilanova, Maura O’Donohue a été, sur ce sujet des religieuses abusées par des prêtres,  réduite au silence après la publication de son rapport en 2001, elle a été violemment critiquée au sein de l'Église.